# Starlight (bài hát của Taeyeon)
"Starlight" là bài hát được thu âm bởi ca sĩ Hàn Quốc Taeyeon và Dean cho mini-album thứ hai Why (2016) trước đây. Bài hát phát hành vào ngày 25 tháng 6 năm 2016 bởi SM Entertainment như một lead single của mini-album. Lời bài hát được viết bởi Lee Seu-ran của Jam Factory, trong khi âm nhạc được sáng tác bởi Jamil "Digi" Chammas, Taylor Mckall, Tay Jasper, Adrian McKinnon, Leven Kali, Sara Forsberg và MZMC. "Starlight" là một bài hát pop and R&B đặc trưng với âm thanh của synthesizer. Lời bài hát mô tả một mối tình lãng mạn.
Single đạt được những nhận xét tích cực từ các nhà phê bình âm nhạc, những người đã tán thành đối với phong cách âm nhạc của bài hát và sự xuất hiện của Dean. Đạt vị trí thứ 5 trên Gaon Digital Chart của Hàn Quốc và vị trí thứ 6 trên US Billboard World Digital Songs. MV của bài hát được đạo diễn bởi Im Seong-gwan và được phát hành đồng thời với việc phát hành bài hát. Được quay tại Los Angeles, California, hình ảnh mô tả Taeyeon và Dean như một đôi tình nhân. Mặc dù, Taeyeon chưa bao giờ trình diễn trực tiếp trên các chương trình âm nhạc, "Starlight" vẫn đạt được vị trí thứ nhất trên Music Bank của KBS2 vào ngày 8 tháng 7 năm 2016. Track bao gồm danh sách series Butterfly Kiss concert của Taeyeon, tại Seoul và Busan vào tháng 7 và tháng 8 năm 2016.

## Tiểu sử và bình luận

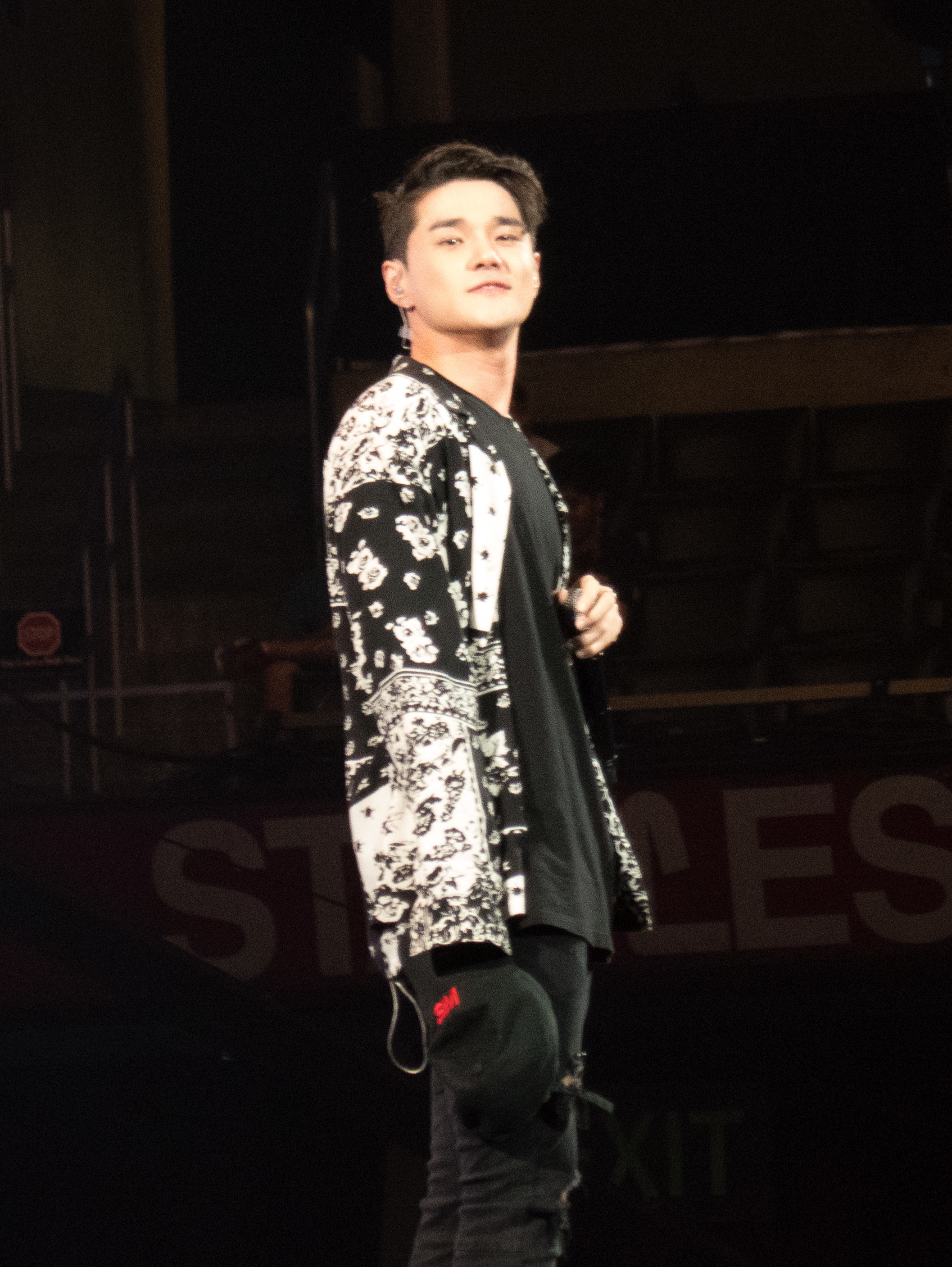
Ca sĩ alternative R&B Hàn Quốc Dean được kết hợp trong "Starlight".

Taeyeon chính thức ra mắt như một ca sĩ solo vào tháng 10 năm 2015 với mini-album I, với thành công về thương mại, đạt vị trí thứ 2 trên Gaon Album Chart của Hàn Quốc và đạt doanh số 140,000 bản tại Hàn Quốc. Tiếp nối sự thành công của I, Taeyeon phát hành single cho SM Station của SM Entertainment tựa đề "Rain", đạt vị trí thứ nhất trên Gaon Digital Chart của Hàn Quốc. Khi sự nổi tiếng của cô được chắc chắn, SM Entertainment thông báo vào ngày 17 tháng 6 năm 2016 rằng mini-album thứ hai của Taeyeon Why sẽ phát hành vào ngày 28 tháng 6. Cũng thông báo rằng "Starlight" kết hợi với ca sĩ alternative R&B Dean sẽ phát hành như một lead single của mini-album vào ngày 25 tháng 6. "Starlight" là một bài hát midtempo 1990s retro pop và R&B mà đặc trưng âm thanh của synthesizer. Trong khi đó, người viết từ Special Broadcasting Service viết rằng "Starlight" ảnh hưởng từ R&B and EDM. Lời bài hát mô tả một mối tình lãng mạn với lời "You are my starlight, shine on my heart / When I’m with you, it feels like I’m dreaming all day / You are my starlight, I get so happy / Your love is like a gift."

## Đón nhận
Single đạt được những nhận xét tích cực từ các nhà phê bình âm nhạc, người đã ca ngợi phong cách âm nhạc của bài hát. Jung So-young từ OSEN (Online Sports and Entertainment News) miêu tả bài hát có cảm giác "dịu dàng".

## Quảng bá
Taeyeon bắt tay vào concert với tựa đề Butterfly Kiss. Concert tổ chức ở Seoul tại Olympic Park vào ngày 9–10 tháng 7 năm 2016 và ở Busan tai KBS Hall vào ngày 6–7 tháng 8 năm 2016. "Starlight" nằm trong danh sách bài hát của concert, với tổng cộng 22 bài hát.

## Credits và nhân viên
Trích từ ghi chú CD của Why.
- Thu âm tại SM Blue Ocean Studio
- Lời bởi Lee Seu-ran (이스란) (Jam Factory)
- Sáng tác bởi Jamil "Digi" Chammas, Taylor McKall, Tay Jasper, Adrian Mckinnon, Leven Kali, Sara Forsberg, MZMC
- Arranged bởi Jamil "Digi" Chammas, Taylor McKall, Tay Jasper, Leven Kali
- Administer bởi MARZ Music Group, LLC và MZMC Publishing

## Bảng xếp hạng
| Bảng xếp hạng (2016)                 | Vịt rí xếp hạng cao nhất |
| ------------------------------------ | ------------------------ |
| Hàn Quốc (Gaon)                      | 5                        |
| U.S. World Digital Songs (Billboard) | 6                        |